# Réseau des plus anciennes villes d'Europe
Le réseau des plus anciennes villes d'Europe est un groupe de travail des plus anciennes villes d'Europe. Il fut fondé en 1994 sur proposition de la ville d'Argos en Grèce. Le projet fut présenté à l'Union européenne. Le but du groupe est de discuter des questions spécifiques à ces villes telles que les recherches archéologiques, le tourisme et l'incorporation des bâtiments dans la planification urbaine.

## Membres
Les membres sont les villes suivantes. La présidence du groupe tourne entre les membres, :
- Argos (Grèce)[1]
- Béziers (France)[1]
- Cadix (Espagne)[1]
- Colchester (Royaume-Uni)[1]
- Cork (Irlande)[1]
- Évora (Portugal)[1]
- Maastricht (Pays-Bas)[1]
- Roskilde (Danemark)[1]
- Tongres (Belgique)[1]
- Worms (Allemagne)[1],[2]

La première réunion eut lieu des 22 au 26 juin 1994.

## Sources
- (en) Cet article est partiellement ou en totalité issu de l’article de Wikipédia en anglais intitulé « Most Ancient European Towns Network » (voir la liste des auteurs).